# The Conscience of Hassan Bey
The Conscience of Hassan Bey er en amerikansk stumfilm fra 1913.

## Medvirkende
- William A. Carroll
- Lillian Gish